# Paul Naschy
Paul Naschy, de son vrai nom Jacinto Molina, est un acteur, réalisateur et scénariste espagnol spécialisé dans le film d'horreur, né le 6 septembre 1934 à Madrid (Espagne) et mort le 30 novembre 2009 dans la même ville.

## Biographie
Cet ancien catcheur vedette, devenu acteur de second plan -voire figurant-, a plus particulièrement accédé à la célébrité cinématographique grâce à son incarnation répétée du loup-garou Waldemar Daninsky à partir de 1968, avec Les Vampires du Dr Dracula de l'espagnol Enrique López Eguiluz (es). Ce personnage apparaîtra ensuite dans une douzaine d'autres titres dont le dernier en date, Tomb of the Werewolf, de l'Américain Fred Olen Ray, sortira directement en vidéo en 2004. Élargissant, tout au long de sa carrière, un répertoire incluant bon nombre de monstres mythiques (Dracula, la momie, Frankenstein...), le comédien-scénariste, devenu plus tard metteur en scène, restera néanmoins fidèle à ce héros lycanthrope pour lequel il admit souvent vouer une certaine préférence. Il n'a du reste jamais caché sa fascination pour le cinéma d'épouvante de son adolescence, celui de l'âge d'or hollywoodien des années 1930-1940, dont il revendiquera toujours ouvertement l'influence.
Fasciné par le Moyen Âge, marqué par les films hollywoodiens sur cette période, tel Les Aventures de Robin des Bois (1938), il réalise le premier film espagnol de chevalerie, Le Maréchal de l'Enfer en 1974, dont le personnage central est inspiré de Gilles de Rais,,. De fait, de nombreux titres de sa filmographie seront inscrits, totalement ou partiellement, dans une diégèse médiévale comme Latidos de pánico.
En 2000, il reçoit la médaille d'or du mérite des beaux-arts par le ministère de l'Éducation, de la Culture et des Sports.

## Filmographie

### Acteur

#### Cinéma
- 1960 : Le Prince enchaîné (es) (El príncipe encadenado) de Luis Lucia Mingarro : figurant
- 1961 : Le Roi des rois (King of Kings) : figurant
- 1963 : Les 55 Jours de Pékin (55 Days at Peking) : figurant
- 1964 : Hercule contre les mercenaires (L'ultimo gladiatore) : figurant
- 1966 : Operación Plus Ultra (es) de Pedro Lazaga
- 1967 : Plan Jack cero tres, court-métrage de Cecilia Bartolomé (es)
- 1967 : Un doigt sur la gâchette (Dove si spara di più)
- 1967 : Le dernier jour de la colère (I giorni dell'ira)
- 1968 : Agonizando en el crimen (es) d'Enrique López Eguiluz (es)
- 1968 : Les Vampires du docteur Dracula (La marca del hombre lobo) d'Enrique López Eguiluz (es) : comte Waldemar Daninsky
- 1968 : La esclava del paraíso de José María Elorrieta : Shantal
- 1968 : Les Nuits du loup-garou (Las noches del Hombre Lobo) de René Govar : Waldemar Daninsky / Werewolf
- 1970 : Dracula contre Frankenstein (Los monstruos del terror) : Waldemar Daninsky
- 1970 : El vértigo del crimen de Pascual Cervera : Loló
- 1971 : La Furie des vampires (La noche de Walpurgis) : Waldemar Daninsky
- 1972 : La furia del hombre lobo de José María Zabalza : Waldemar Daninsky / Wolfman
- 1972 : Dr. Jekyll y el Hombre Lobo (es) de León Klimovsky : Waldemar Daninsky / Wolfman / M. Hyde
- 1971 : Jack el destripador de Londres : Peter Dockerman
- 1972 : Los crímenes de Petiot (en) : Boris Billoway aka Dr Petiot
- 1973 : Disco rojo : Sergio Meletes
- 1973 : Le Bossu de la morgue (El jorobado de la Morgue) : Gotho
- 1973 : Le Grand Amour du comte Dracula (El gran amor del conde Drácula) : comte Dracula / Dr Wendell Marlow
- 1973 : El espanto surge de la tumba de Carlos Aured : Alaric de Marnac / Hugo de Marnac / Armand de Marnac
- 1973 : La Vengeance des zombies (La rebelión de las muertas) : Krisna / Kantaka / Satan
- 1973 : Les Orgies macabres (L'orgia dei morti) de José Luis Merino : Igor
- 1973 : El asesino está entre los trece (ca) de Javier Aguirre
- 1973 : L'Empreinte de Dracula (El retorno de Walpurgis) : Waldemar Daninsky / Irineus Daninsky / Werewolf
- 1973 : Tarzán en las minas del rey Salomón : Stanley
- 1974 : Les Yeux bleus de la poupée cassée : Gilles
- 1974 : Le Maréchal de l'enfer (El Mariscal del infierno) de León Klimovsky : Barón Gilles de Lancré
- 1975 : La diosa salvaje : Johan
- 1975 : Dans les griffes du loup-garou (La maldición de la bestia) de Miquel Iglesias Bonns : Waldemar Daninsky
- 1975 : La venganza de la momia : Amenhotep / Assad Bey
- 1975 : Une libellule pour chaque mort (Una libélula para cada muerto) : Inspecteur Scaporella
- 1975 : Muerte de un quinqui
- 1975 : Los pasajeros
- 1975 : Todos los gritos del silencio
- 1975 : Les Adorateurs de Satan (Exorcismo) de Juan Bosch Palau : Père Adrian Dunning
- 1975 : Docteur Justice : Ralph
- 1976 : Inquisición : Bernard de Fossey / Satan
- 1975 : L'Homme à la tête coupée (Las ratas no duermen de noche) : Jack Surnett
- 1976 : Muerte de un presidente : Pocholo
- 1976 : Secuestro
- 1976 : Último deseo (en) : Bourne
- 1977 : El francotirador : Lucas
- 1977 : El transexual
- 1977 : Pecado mortal
- 1978 : El huerto del francés (en) : Juan Andrés Aldije aka The Frenchman
- 1979 : El caminante
- 1979 : Madrid al desnudo
- 1980 : El carnaval de las bestias : Bruno Rivera
- 1980 : El retorno del Hombre-Lobo : Waldemar Daninsky / Werewolf
- 1980 : Los cántabros : Marco Vespasiano Agripa
- 1981 : Le Mystère de l'île aux monstres (Monster Island) : Flynt
- 1982 : Buenas noches, señor monstruo : El 'Hombre Lobo'
- 1982 : La batalla del porro : Capitaine Matarraña
- 1983 : Latidos de pánico : Paul / Alaric de Marnac
- 1983 : La bestia y la espada mágica : Comte Waldemar Daninsky
- 1984 : Operación Mantis
- 1984 : El último kamikaze : Le kamikaze
- 1984 : Mi amigo el vagabundo : Enrique
- 1986 : Pez
- 1986 : Mordiendo la vida
- 1987 : El Aullido del diablo : Hector Doriani / Alex Doriani / Frankenstein's Monster / M.. Hyde / Phantom of the Opera / Waldemar Daninsky the Werewolf / Quasimodo / Le diable
- 1988 : SSS
- 1990 : La Hija de Fu Manchú '72 : Fu Manchú
- 1990 : Aquí huele a muerto... (¡pues yo no he sido!) : Le commissaire
- 1992 : La noche del ejecutor
- 1992 : State of Mind : Warden
- 1993 : El ángel más caído
- 1996 : Cientificament perfectes : Le commissaire
- 1996 : Licántropo: El asesino de la luna llena : Waldemar Daninsky
- 1998 : Cuando el mundo se acabe te seguiré amando
- 2000 : Era outra vez (Érase otra vez) de Juan Pinzás : Jardinero
- 2000 : Une vie de rêve (La gran vida) : Taxista
- 2001 : School Killer : El vigilante
- 2002 : Octavia (en) : L'inspecteur
- 2002 : Mucha sangre : Vicuña
- 2002 : El lado oscuro
- 2003 : Aldea Muriel
- 2003 : El corazón delator
- 2004 : Rojo sangre : Pablo Thevenet
- 2004 : Tomb of the Werewolf (vidéo) : Waldemar Daninsky
- 2004 : Countess Dracula's Orgy of Blood : Padre Jacinto (Voix)
- 2004 : Rottweiler : Kufard
- 2005 : Um lobisomem na Amazônia : Dr Moreau / Lobisomem
- 2005 : Crímenes ejemplares de Max Aub
- 2007 : La duodécima hora : Expert
- 2010 : La herencia Valdemar : Jervas
- 2010 : O Apostolo : Arcipreste (Voix)

#### Télévision
- 1967 : Les Espions (I Spy) (série télévisée)
- 1982 : La mascara negra (série télévisée) : Sandro Coltini
- 1990 : Brigada central (série télévisée) : Chaves
- 1998 : Querido maestro (série télévisée) : Rafa

### Réalisateur
- 1976 : Inquisición
- 1978 : El Huerto del francés
- 1979 : El Caminante
- 1979 : Madrid al desnudo
- 1980 : El Retorno del Hombre-Lobo
- 1980 : El Carnaval de las bestias
- 1980 : Los cántabros
- 1983 : Latidos de pánico
- 1983 : La Bestia y la espada mágica
- 1984 : Operación Mantis
- 1984 : El Último kamikaze
- 1984 : Mi amigo el vagabundo
- 1987 : El Aullido del diablo
- 1992 : La Noche del ejecutor

### Scénariste
- 1968 : Les Vampires du Dr Dracula (La Marca del Hombre-lobo)
- 1971 : La Furie des vampires (La Noche de Walpurgis)
- 1972 : Le Grand Amour du comte Dracula (El Gran amor del conde Drácula)
- 1973 : Santo en la venganza de la momia
- 1973 : Horror Rises from the Tomb (El Espanto surge de la tumba)
- 1974 : El Mariscal del infierno
- 1980 : El Retorno del Hombre-Lobo
- 1980 : El Carnaval de las bestias
- 1980 : Los cántabros
- 1983 : La Bestia y la espada mágica
- 1987 : El Aullido del diablo
- 1992 : La Noche del ejecutor
- 1996 : Licántropo: El asesino de la luna llena